# St. Urban (Freiburg im Breisgau)

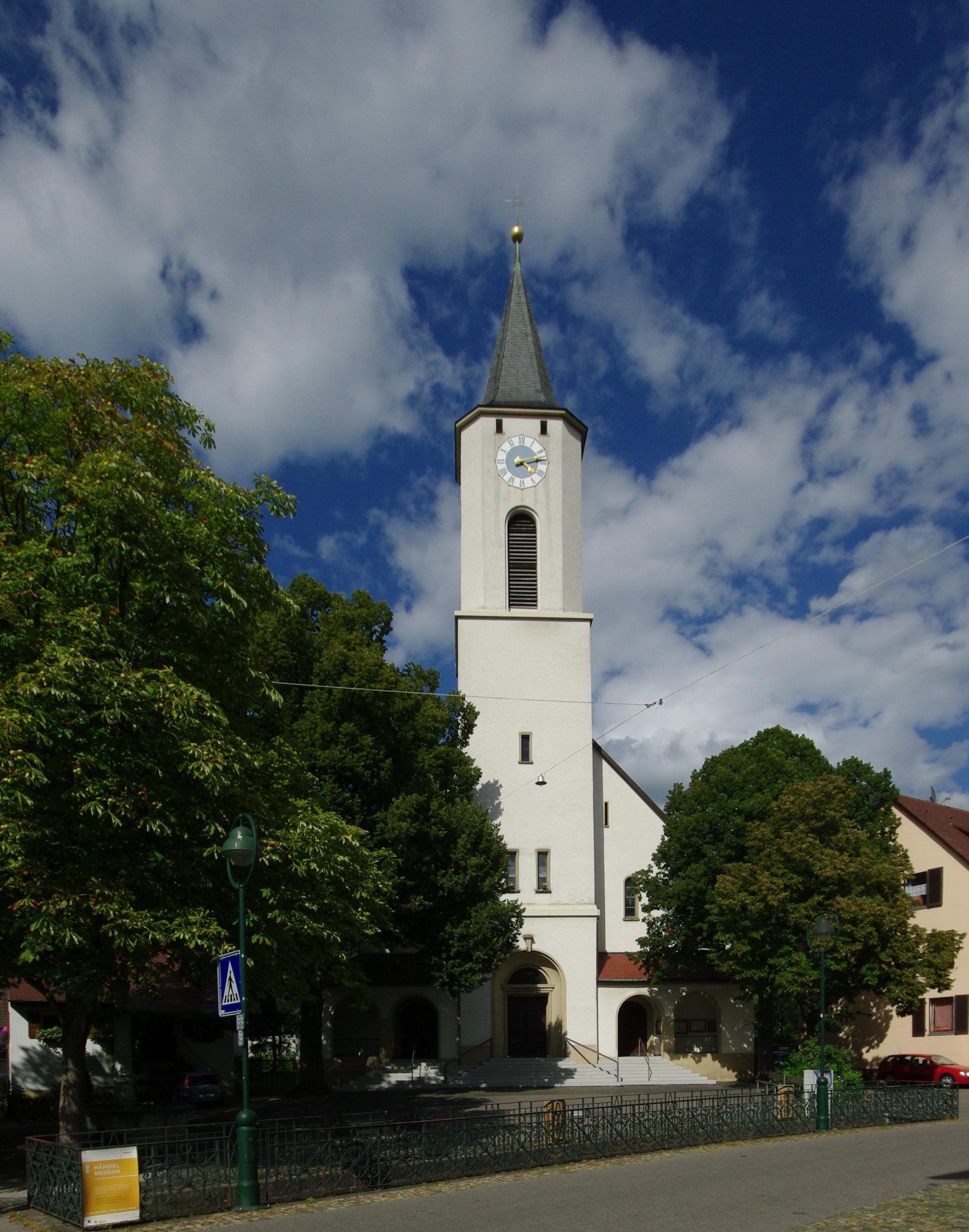
St. Urban in Freiburg-Herdern

St. Urban ist die katholische Pfarrkirche im Ortsteil Herdern der Stadt Freiburg im Breisgau. Der jetzige Bau stammt aus den Jahren 1935/36. Der Namensgeber ist der heiliggesprochene Papst Urban I., der als Schutzpatron der Winzer gilt.

## Geschichte
Die Ortschaft Herdern ist zum ersten Mal 1008 urkundlich erwähnt worden, die Kirche selber ist erst seit 1239 nachgewiesen. Der Nachweis ist die Verpfändung des Patronatsrechts über die Herderner Kirche an den Bischof von Straßburg. Die Pfarrstelle ist schon seit dem frühen Mittelalter vorhanden und wurde aus dem Zehnten der örtlichen Bevölkerung finanziert. Der Konstanzer Bischof Heinrich von Hewen übertrug die Kirche 1447 an das Deutschordenshaus in Freiburg, das danach für Pfarrer, Gottesdienst und Unterhalt zuständig war. Auch nach dem Kauf Herderns durch Freiburg im Jahre 1457 blieb die Kirche mit allen Rechten und Pflichten beim Deutschordenshaus. Diese Zweiteilung führte zu Streitigkeiten zwischen den Bürgern und dem Deutschorden, der seinen Pflichten nur nachlässig nachkam, sodass die Kirche verfiel.
|  |  |

Das Kennzeichen dieser alten romanischen Kirche war der kleine wuchtige Turm mit Satteldach, an den sich ein Langhaus anschloss. Der Dorffriedhof war direkt um die Kirche angelegt und mit einer Mauer umgeben. Hier wurden bis 1839 die Herderner Bürger beerdigt. Ein Bild der ersten Kirche ist auf dem Altarbild von Johann Caspar Brenzinger „Der heilige Urban vor der Kirche“ zu sehen.
Im Jahr 1839 wurde die baufällige Kirche abgerissen und an derselben Stelle ein Neubau erstellt. Maßgeblich beteiligt war der seit 1837 dort tätige Pfarrer Protas Schanno, der am 21. Oktober den Grundstein legte; dieser ist auch in dem jetzigen Bauwerk eingemauert. 1841 war die Kirche fertig und wurde durch den späteren Erzbischof von Freiburg Hermann von Vicari am 18. Oktober geweiht. Die neuen Glocken wurden 1843 eingebaut und ab 1845 gab es auch die Turmuhr. Der Neubau als dreischiffiges Gebäude verdoppelte den Platz für die Gläubigen. Auch der Kirchturm war an die neue Größe angepasst und doppelt so hoch. Die Kirchenausstattung wurde erst im Laufe der nächsten Jahre angeschafft und vervollständigt. So hat Fritz Geiges, ein bekannter Freiburger Glasmaler, die bunten Glasfenster für die Seitengänge entworfen; diese sind auch heute noch teilweise zu sehen.
Durch das Zusammenwachsen von Freiburg und Herdern wuchs die Bevölkerungszahl an und die Kirche wurde wiederum zu klein. So wurde 1911 ein Kirchbauverein gegründet, der schon 1914 die Gelder für den Neubau zusammen hatte. Durch den Ersten Weltkrieg und dessen Folgen waren die angesparten Summen allerdings schnell weniger wert, waren aber ausreichend, um das Baugelände zu erwerben. Es dauerte bis Ende April 1935, dass das Kirchengebäude nach einem Abschiedsgottesdienst abgerissen wurde. Der Turm blieb stehen, um das Ortsbild zu erhalten, und die Fundamente des alten Langhauses wurden weiter genutzt. Es wurde eine Kirchenheizung eingebaut, deren Einrichtungs- und Betriebskosten der badische Fiskus gemäß dem Bonndorfer Vergleich zu 60 % tragen musste. Die Weihe der Kirche fand am 18. Oktober 1936 durch Erzbischof Conrad Gröber statt. Die Glocken und die Turmuhr wurden an die Pfarrkirche Heilige Familie in Betzenhausen übergeben. Bis 2002 wurde die Kirche im Innenbereich mehrfach umgestaltet. Die letzte große Renovierung fand ab 2003 statt.

## Zur aktuellen Kirche

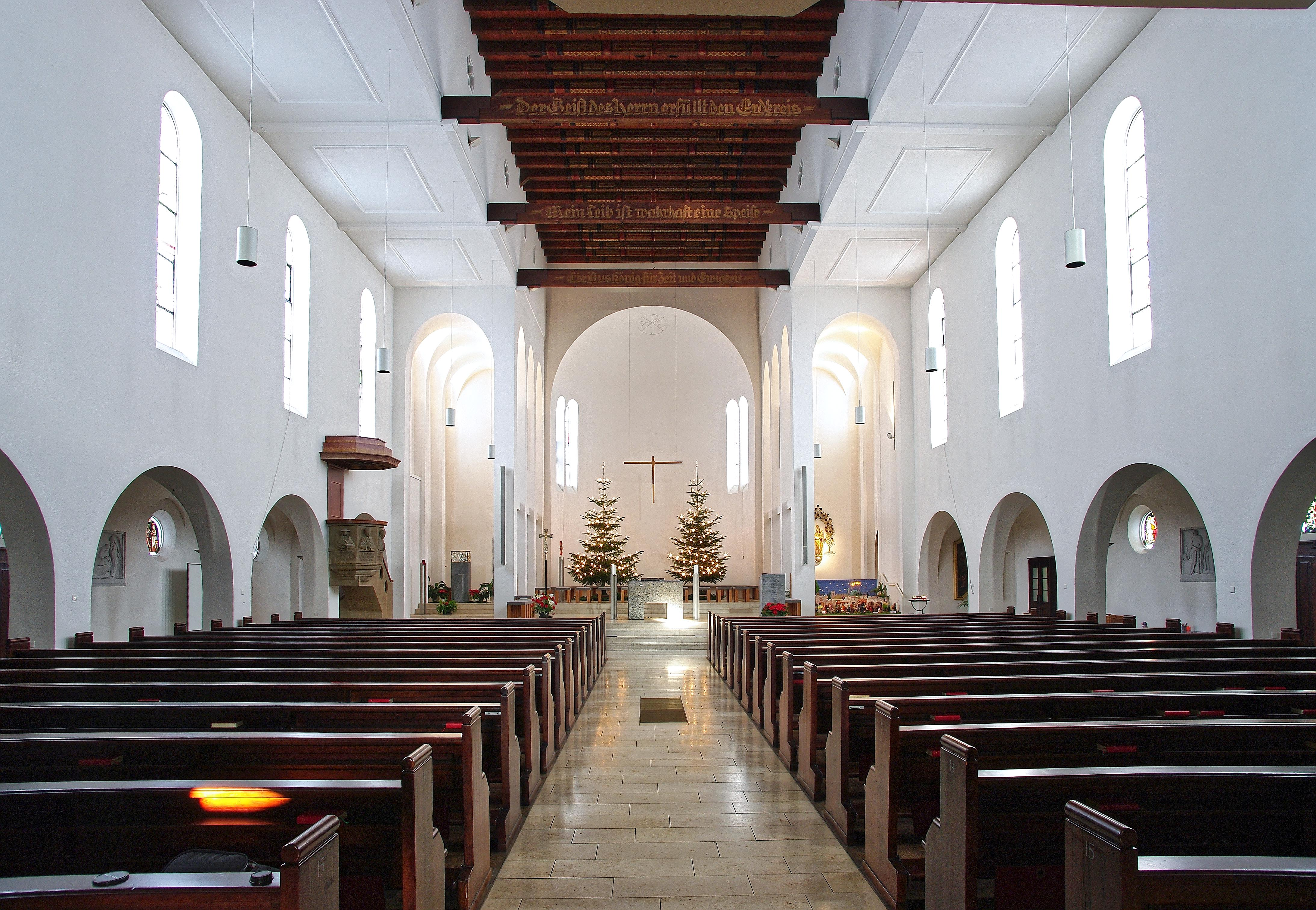
St. Urban, Innenraum

Der Neubau wurde nach dem Konzept des Architekten Hans Herkommer geschaffen, allerdings mussten wegen des mangelnden Platzes und der gewünschten Platzzahl die Seitenschiffe auf den Chor beschränkt und Emporen eingebaut werden. Die Seitenaltäre kamen an Querwände in den Chorseitenschiffen.

Die Kanzel von Spiegelhalter

Die Bemalung des Chores, der Taufkapelle und die Rückwände der Seitenaltäre wurden von Georg Scholz (1890–1945) und seinem Schüler Manfred A. Schmid (1911–2009) geschaffen.  Die Balkendecke und die notwendigen Zugbalken wurden farblich gestaltet.
An die Vorgängerkirche erinnern die beiden ersten Langhausfenster und die Rosenkranzfenster, die aus den Gläsern der Vorgängerkirche geschaffen wurden. Franz Spiegelhalter schuf die Kanzel mit den Bildern der Kirchenväter.
Für die Außenfassade war eine Figurengruppe des Künstlers Emil Sutor vorgesehen, die aber auf Anweisung der Stadt nicht angebracht wurde. Das Modell dieser Kreuzigungsgruppe mit Maria und Johannes wurde gegenüber der Kanzel angebracht.
Bei der letzten Renovierung wurde der Chorraum durch Hubert Kaltenmark aus Kressbronn und die Fenster durch Diether F. Domes aus Langenargen neu gestaltet. Zugleich wurden die Emporen und die Seitenaltarrückwände entfernt und somit das ursprüngliche Konzept der Herkommer-Kirchen verwirklicht.
Das aus der mittelalterlichen Kirche stammende Altarbild von Johann Caspar Brenzinger, das den heiligen Urban vor der Kirche darstellt, fand in der neuen Kirche seinen Platz, ebenso die zwei Tafelbilder von Wilhelm Dürr, der hl. Josef mit Jesusknaben rechts vom Eingang und Bernhard von Baden links vom Eingang.
Bei dem neugeschaffenen Altar wurde aus dem Altarstein der Ambo geschnitten und beim Taufstein wurde aus dem herausgenommenen Inneren des Steins der Osterleuchter geschaffen.

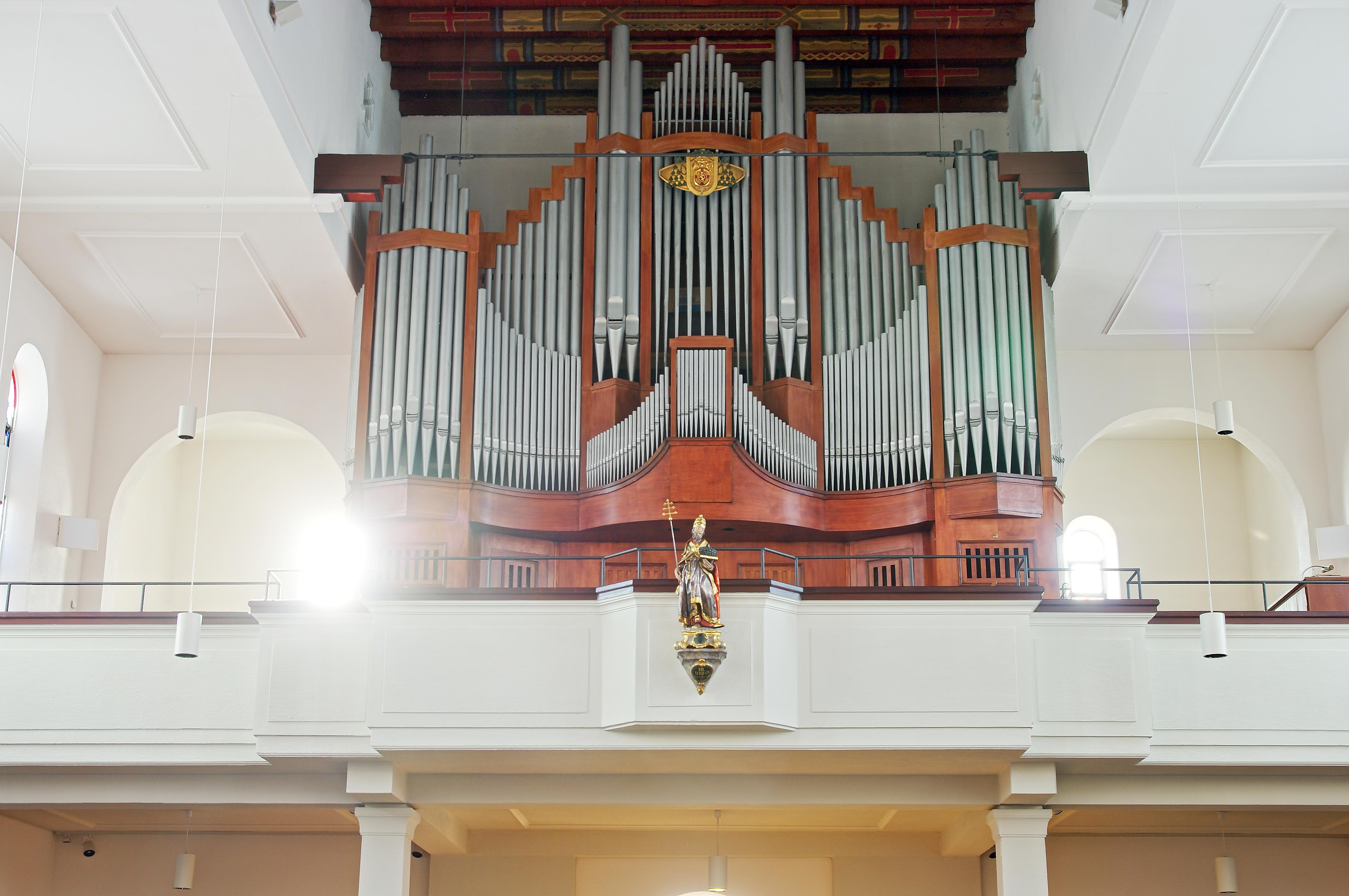
Empore und Orgel

## Orgel
Die Orgel geht zurück auf ein zweimanualiges Instrument der Orgelbaufirma Späth (Ennetach) aus dem Jahr 1924 in der Vorgängerkirche. Es wurde 1936 von der Firma Späth in die neue Kirche umgesetzt und auf 42 Register (9 Extensionen und 1 Windabschwächung) auf drei Manualen und Pedal ausgebaut. Die Spiel- und Registertrakturen sind elektro-pneumatisch. 2012 wurde die Orgel von der Orgelmanufactur Vleugels restauriert.
Im Chorraum befindet sich zudem noch eine Truhenorgel von Bernhard Fleig.
Disposition seit 2012
| I Hauptwerk C–g3 |                   |     |
| 1.               | Nachthorngedeckt  | 16′ |
| 2.               | Principal         | 8′  |
| 3.               | Gedeckt           | 8′  |
| 4.               | Dolce             | 8′  |
| 5.               | Oktave            | 4′  |
| 6.               | Rohrflöte         | 4′  |
| 7.               | Mixtur III-VI     |     |
| 8.               | Rauschpfeife II   |     |
| 9.               | Schweizertrompete | 8′  |

| II Schwellwerk I C–g3 |                 |       |
| 10.                   | Bordun          | 16′   |
| 11.                   | Geigenprincipal | 8′    |
| 12.                   | Offenflöte      | 8′    |
| 13.                   | Portunalflöte   | 8′    |
| 14.                   | Aeoline         | 8′    |
| 15.                   | Principal       | 4′    |
| 16.                   | Nachthorn       | 4′    |
| 17.                   | Gemsquinte      | 2 ⁄3′ |
| 18.                   | Waldflöte       | 2′    |
| 19.                   | Terzcymbel III  |       |
| 20.                   | Rankett         | 16′   |
| 21.                   | Krummhorn       | 8′    |
| 22.                   | Kopfregal       | 4′    |
|                       | Tremulant       |       |

| III Schwellwerk II C–g3 |                 |        |
| 23.                     | Rohrgedeckt     | 8′     |
| 24.                     | Quintatön       | 8′     |
| 25.                     | Salicional      | 8′     |
| 26.                     | Schwebung       | 8′     |
| 27.                     | Ital. Principal | 4′     |
| 28.                     | Blockflöte      | 4′     |
| 29.                     | Dolkan          | 2′     |
| 30.                     | Terz            | 1 3⁄5′ |
| 31.                     | Quint           | 1 ⁄3′  |
| 32.                     | Septime         | 1 ⁄7′  |
| 33.                     | Schwiegel       | 1′     |
| 34.                     | Acuta III       |        |
| 35.                     | Singend Regal   | 8′     |
| 36.                     | Cornett III-V   | 8′     |
| 37.                     | Bombarde        | 16′    |
| 38.                     | Trompete        | 8′     |
| 39.                     | Clairon         | 4′     |
|                         | Tremulant       |        |

| Pedal C–f1 |                 |           |
| 40.        | Principalbass   | 16′       |
| 41.        | Subbass         | 16′       |
| 42.        | Zartbass        | 16′       |
| 43.        | Quintbass       | 10 2⁄3′   |
| 44.        | Oktavbass       | 8′        |
| 45.        | Gedecktbass     | 8′        |
| 46.        | Choralbass      | 4′        |
| 47.        | Bassflöte       | 4′        |
| 48.        | Sopran          | 2′        |
| 49.        | Posaune         | 16′       |
| 50.        | Trompete        | 8′ (Ext.) |
| 51.        | Clairon         | 4′ (Ext.) |
| 52.        | Singend Cornett | 2′ (Ext.) |

- Koppeln:
  - Normalkoppeln: II/I, III/I, III/II, I/P, II/P, III/P
  - Suboktavkoppeln : III/I
  - Superoktavkoppeln: II/I, III/I, II/P
- Spielhilfen: freie Kombinationen, Pianopedal (II, III), An- und Absteller (Rohrwerk, Bombardwerk, 16'-Register, Einzelzungen), Tutti, Crescendowalze, Schwelltritte

## Glocken
Im Jahr 1954 erhielt St. Urban ein neues sechsstimmiges Bronze-Geläut aus der Glockengießerei von Friedrich Wilhelm Schilling aus Heidelberg. 1964 wurde das Geläut durch eine siebte Glocke, die kleinste, aus der gleichen Gießerei ergänzt. 2007 wurde die Läuteanlage der Pfarrkirche umfangreich saniert.
| Glocke | Gewicht  | Durchmesser | Schlagton |
| ------ | -------- | ----------- | --------- |
| 1      | 2480 kg0 | 1520 mm0    | cis‘-3    |
| 2      | 1365 kg0 | 1262 mm0    | e‘-3      |
| 3      | 1035 kg0 | 1140 mm0    | fis‘-3    |
| 4      | 581 kg   | 948 mm      | a‘-3      |
| 5      | 400 kg   | 837 mm      | h‘-3      |
| 6      | 289 kg   | 747 mm      | cis‘‘-4   |
| 7      | 267 kg   | 713 mm      | e‘‘-4     |

## Patrozinium

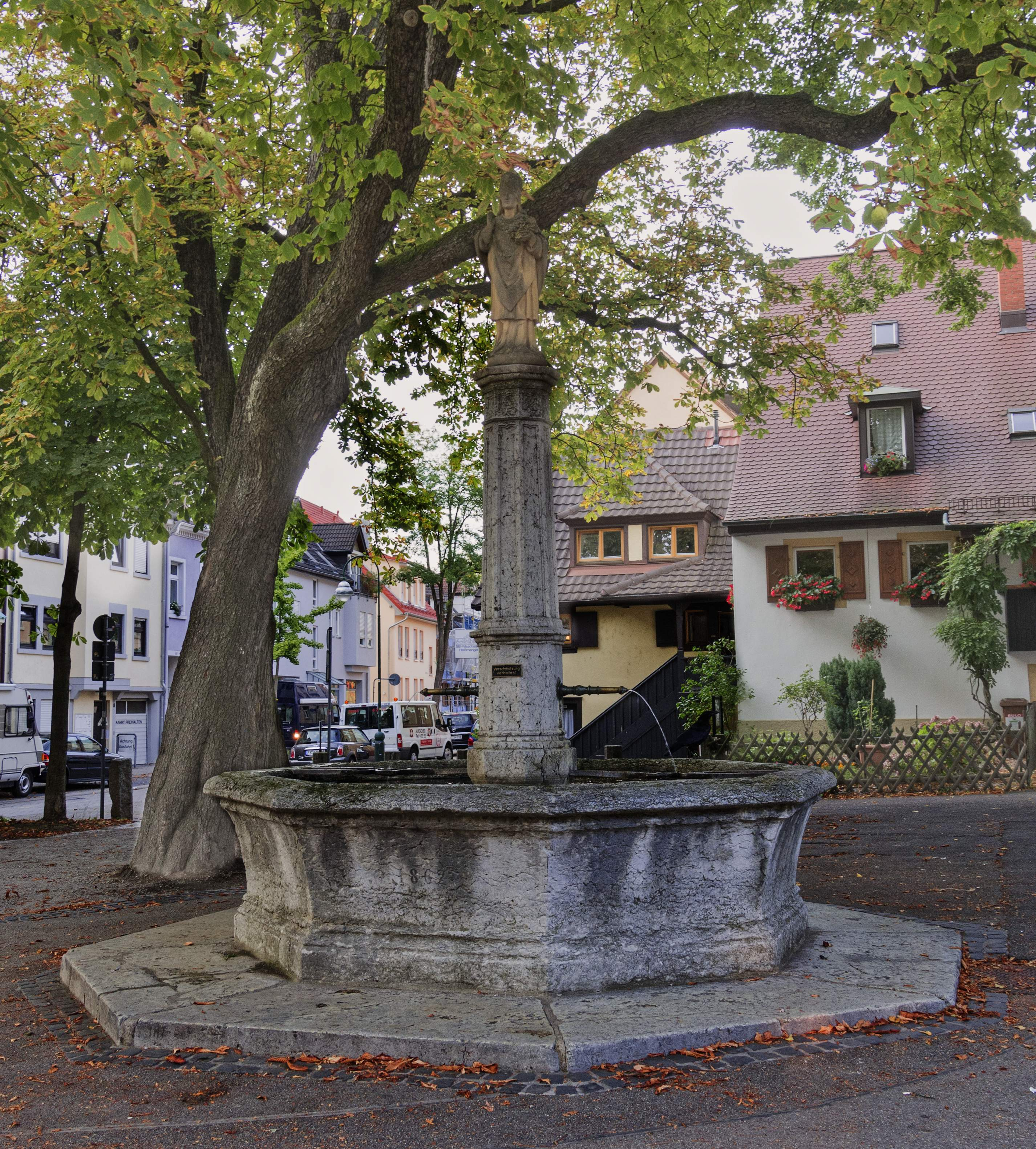
St. Urbanbrunnen in Herdern

Das Urbans-Patrozinium deutet darauf hin, dass die Haupteinkünfte Herderns von den dort ansässigen Winzern erwirtschaftet wurden. Heute ist das St.-Urbans-Fest ein fester Bestandteil des Ortslebens. Es findet am Sonntag nach dem 25. Mai, dem Gedenktag des Heiligen, statt. Dabei wurde die Statue des heiligen Urban, mit Trauben der letzten Ernte geschmückt – die ein lokaler Winzer dafür speziell konservierte –, in einer Prozession durch den mit Blumen und weiß-gelben Fahnen geschmückten Ort getragen. Heute werden dafür frische Trauben benutzt.